# 19420 Вівекбух
19420 Вівекбух (19420 Vivekbuch) — астероїд головного поясу, відкритий 20 березня 1998 року.
Тіссеранів параметр щодо Юпітера — 3,393.